# 淀駅
淀駅（よどえき）は、京都府京都市伏見区淀池上町にある、京阪電気鉄道京阪本線の駅。駅番号はKH27。
近くに淀車庫がある。また、京都競馬場の副駅名がある。
北隣の中書島駅とは駅間距離が4.4 km離れており、京阪電鉄全線では最も長い。

## 歴史
京阪本線建設時、明治大水害（1885年6月）を受けての大規模な河川改修の時で淀駅周辺は大規模な設計変更がなされて造られた。開業後も大正大水害・室戸台風・昭和28年の台風13号などで被害を受ける水害の常襲地帯だった。地上駅時代は淀城址の旧本丸南東部に立地していた。高架化に伴う駅の移転を機に、京都市は淀城跡公園を再整備する基本計画を立てている。

### 高架化工事とそれに伴う変動
高架化が決定されたのは1978年以降地元自治会より幾度となく、京都市・京阪電鉄・日本中央競馬会（JRA）に淀駅の高架化の要望が出されたことに起因する。これは淀駅周辺の踏切に起因する周辺道路の交通渋滞の解消だけでなく京都競馬場の観客に因る混雑、マナー違反や迷惑行為の対策としての性格もある。高架化工事の事業費の6割をJRAが地域環境改善事業として負担し、残り4割は京都市と京阪電鉄が折半した。駅には競馬場（ステーションゲート）に直結する出入口が設置された。
1996年京都市・京阪電鉄・JRAが共同で淀駅の高架化と周辺整備の事業化の調査を始めると、競馬場と淀駅間の飲食店・コンビニなどが「駅の競馬場前への移設は死活問題」と反対し、高架工事で立ち退かなければならない店舗が代替地を要求するなどしたが、1999年8月に都市計画決定を受けて同年12月事業認可を受け着工された。
その前段階として2006年4月16日の京阪線ダイヤ改正時にあわせて、下り線改札口が約300m出町柳方面に移転された。それに伴い、相対式・島式の複合型2面3線のホームが相対千鳥式の2面2線のホームに変更となった。これにより、淀車庫から当駅で折り返して下り列車になるという運用しにくくなったことから、当駅始発の下り列車は平日は初発の準急1本、休日は準急2本のみになり、それ以外の始発列車相当分は樟葉駅始発や出町柳駅・三条駅始発に変更された。また淀駅始発の下り臨時列車に関しては淀車庫から中書島駅4番線または同駅留置線に回送され、折り返し当駅へ回送する運用となった。
競馬開催時に運転されていた臨時列車も一部減便され、急行の臨時停車や準急の増発などで補充している。なお2008年（平成20年）10月19日ダイヤ改正より快速急行の運転と当駅臨時停車が開始され、同ダイヤで運転本数が大幅に縮小された急行の代替としての役目を担う（ただし、重賞競走がある日などに臨時特急や臨時急行が運転されることがある）。
2009年9月12日の初発より下り線が高架線に切り替えられた。地上3階建ての構造で、改札口を2階に、プラットホーム（3・4番線）を3階に設置する。また下り線の駅は、京都競馬場とデッキにより直結された。続けて上り線の高架化工事が続けられ2011年5月28日に上り線も高架化され3ヶ所の踏切が廃止され、同時にダイヤ改正・上り線ホームの300m移設による営業距離の変更に伴う料金改定が行われた。また同日のダイヤ改正で快速急行が大幅削減されたのに伴い、快速急行の臨時停車に代わって土休日に淀始終着とする急行が設定された。なお、上り線高架化後も地上線跡に1番線（待避線）が建設され2013年1月から使用開始し、残る淀車庫への引込み線やバスターミナルの設置、周辺道路の整備も含めた工事が2013年度中に完了、大阪側の高架下に時間貸し駐車場が開設された。その後2014年秋の特別ダイヤより、当時は特別ダイヤ実施時の片道のみに運転されていた快速急行の当駅への臨時停車が競馬開催日および場外馬券発売日のみ復活した。2016年3月19日改定より特別ダイヤ実施日（特別ダイヤは2016年より廃止）以外の土曜・休日ダイヤでの快速急行の運転が再開され、この快速急行についても特別ダイヤ実施当時の臨時停車を引き継ぐ形で競馬開催日および場外馬券発売日に臨時停車を実施している。

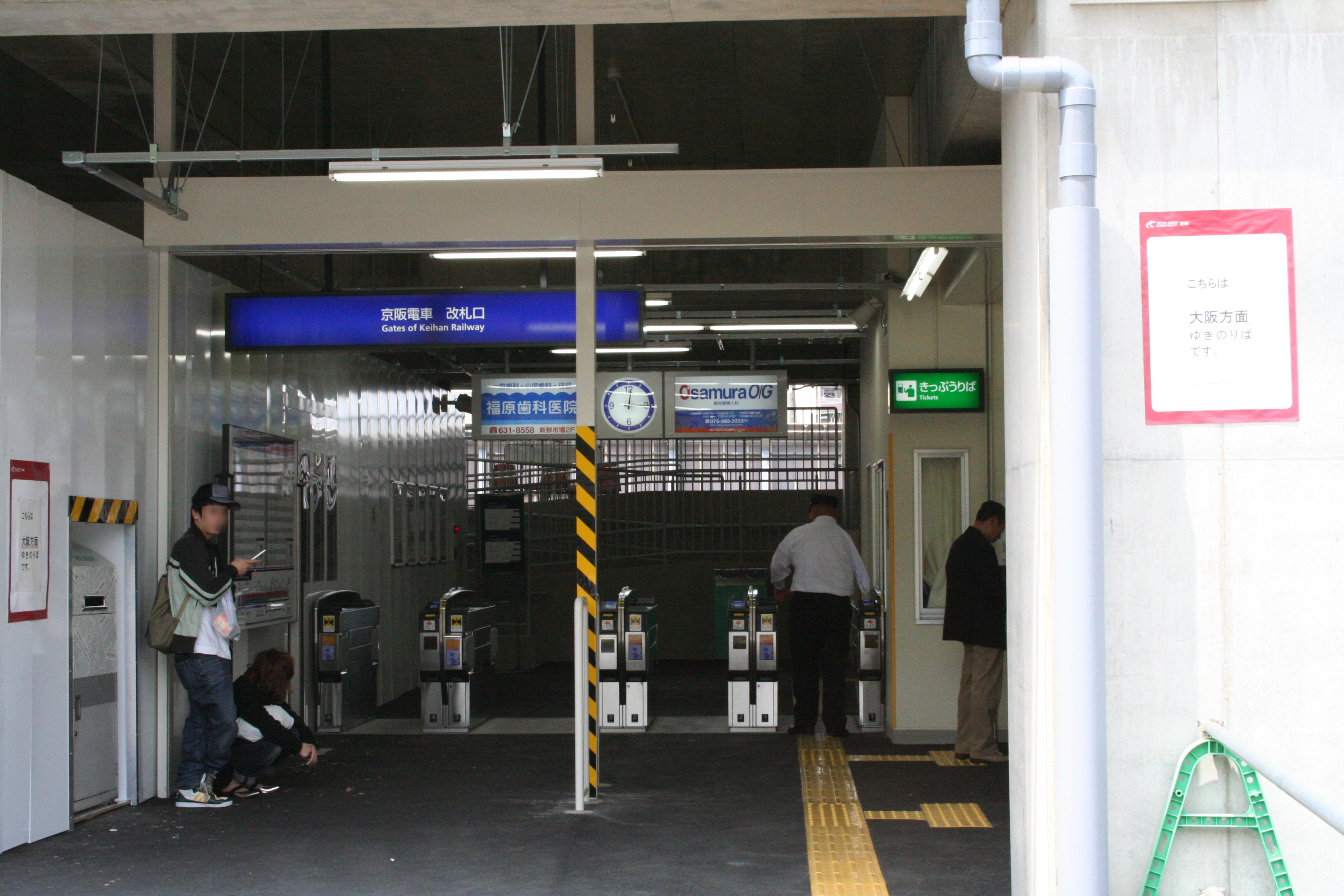
旧淀屋橋方面仮設ホーム改札口（2006年4月撮影（※2009年9月11日廃止））
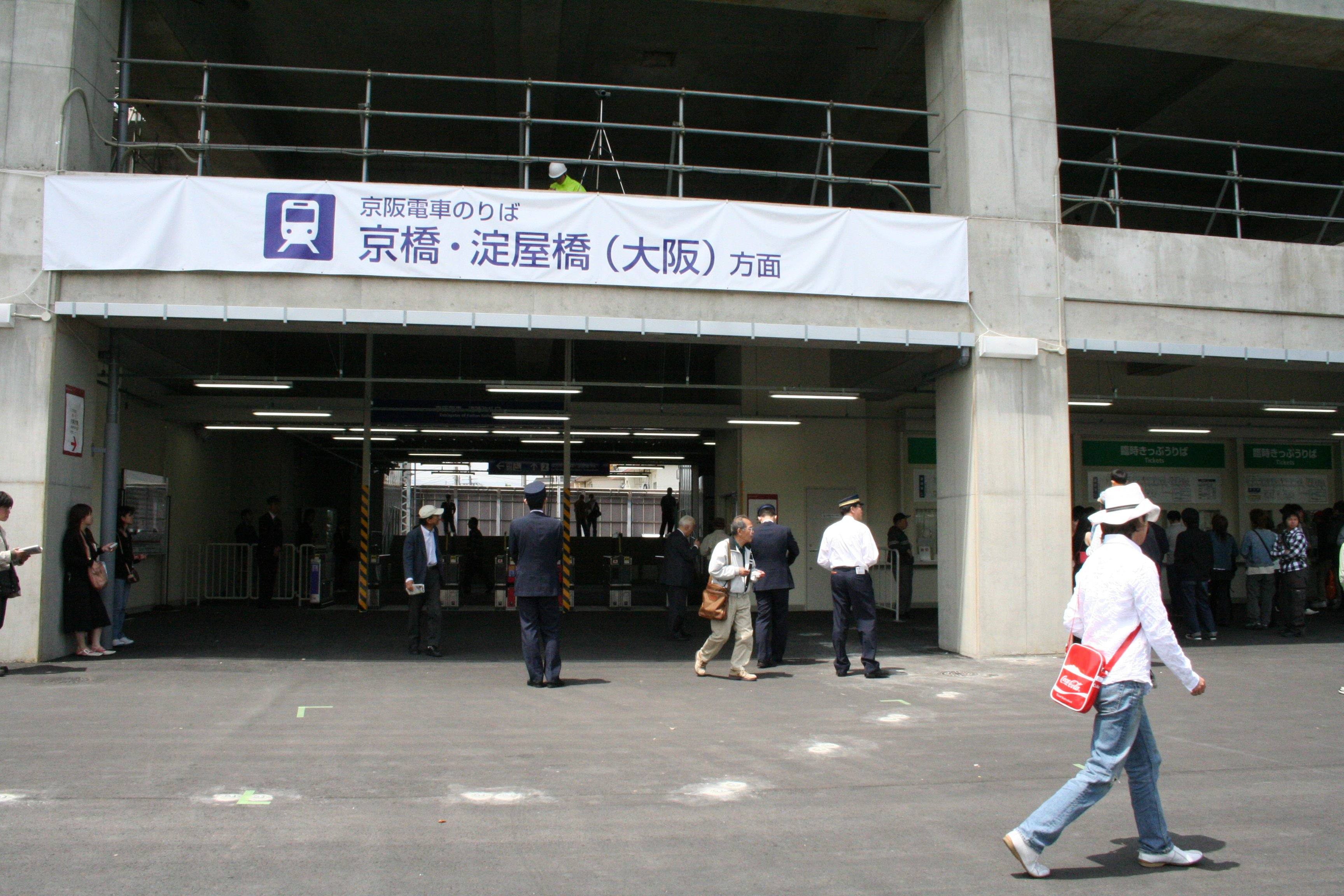
旧淀屋橋方面仮設ホーム臨時改札口（2006年4月撮影（※2009年9月11日廃止））
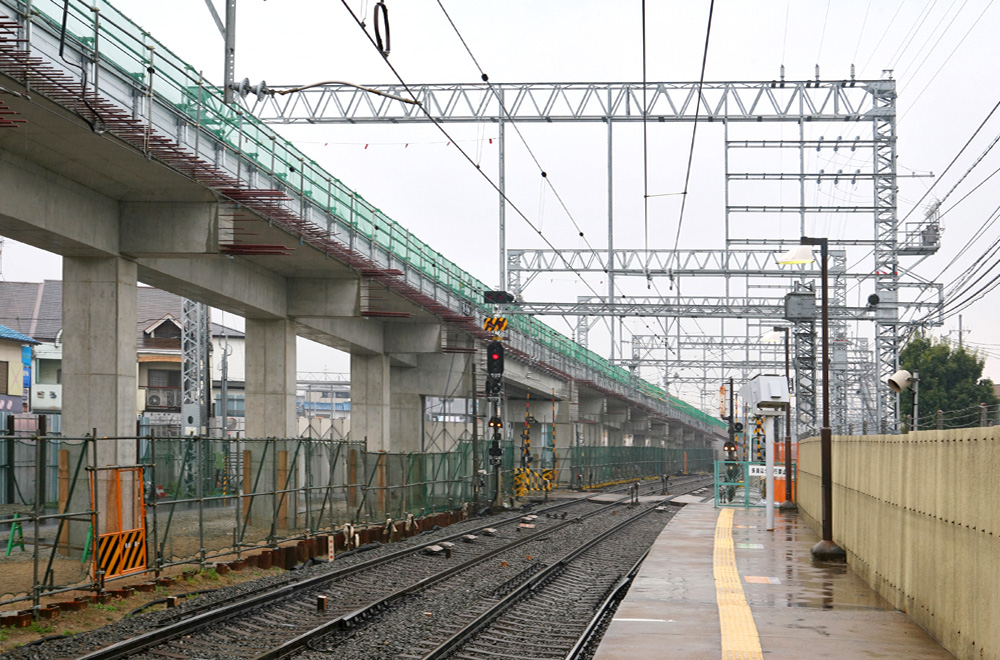
高架化工事の状況 旧出町柳行きホームより淀車庫・淀屋橋方面を望む（2008年4月撮影）

### 年表
- 1910年（明治43年）4月15日：京阪本線開通と同時に開業。
- 1917年（大正6年）10月1日：大正大水害により枚方東口駅 - 樟葉駅間・淀駅 - 中書島駅間の堤防破損などで京阪本線が不通。10月14日枚方東口駅 - 淀駅間運転再開。同月18日淀 - 中書島駅間が復旧、運転再開[3]。
- 1925年（大正14年）
  - 12月1日：京都競馬場が開場。
  - 12月3日：駅の拡張工事完了[14]。
- 1934年（昭和9年）9月21日：室戸台風で被災、同月24日運行再開。
- 1935年（昭和10年）8月11日：宇治川が氾濫などで浸水、中書島駅 - 枚方東口駅（現・枚方市駅）間が不通。8月13日運転再開。
- 1943年（昭和18年）10月1日：会社合併により京阪神急行電鉄の駅となる。
- 1946年（昭和21年）9月30日：上下線に予備ホーム新設[14]。
- 1949年（昭和24年）12月1日：会社分離により京阪電気鉄道の駅となる。
- 1953年（昭和28年）9月26日：台風13号により、駅周辺で浸水・宇治川 - 木津川間の築堤崩壊で運行不能。10月1日より八幡 - 淀間を単線で仮復旧運行再開[15]。
- 1954年（昭和29年）2月10日：台風の被災区間・複線化、復旧工事の竣工は5月10日[15]。
- 1961年（昭和36年）9月16日：午後第2室戸台風接近により運行休止、翌17日午後3時より運行再開。
- 1965年（昭和40年）
  - 1月11日：上り側線を撤去[14]。
  - 8月7日：下り側線、留置線使用開始[14]。
- 1980年（昭和55年）3月16日：淀車庫開設。
- 1984年（昭和59年）4月5日：下りホームの屋根10 m延伸、トイレの水洗化・バリアフリー化工事竣工。
- 1987年（昭和62年）10月10日：上下線ホーム屋根を120 mに延伸、自動券売機増設[16]。
- 1996年（平成8年）6月5日：淀駅周辺の高架化に向けた調査を開始することを発表[17]。
- 1999年（平成11年）12月20日：淀駅高架化事業起工式を挙行。
- 2005年（平成17年）10月23日：菊花賞の帰路客輸送のために夕方の淀屋橋行き特急4本を臨時停車させる[18]。
- 2006年（平成18年）
  - 4月16日：下りホームが約300 m京都方に仮移転。
  - 10月26日：競馬終了後の観客輸送のために淀駅始発の臨時特急（下りのみ）が運用を開始。
- 2009年（平成21年）
  - 5月3日：天皇賞・春の帰り客輸送のために夕方の淀屋橋行き特急を急遽臨時停車させる[注 7][18]。
  - 9月12日：下りホームが高架化[8][19][5]。
- 2011年（平成23年）5月28日：上りホームが高架化[9][20][10][5]。
- 2012年（平成24年）10月29日：北改札口設置工事が完成、新たに昇降階段・車椅子対応エレベーターを増設。あわせて大阪よりの改札口を中央改札口に名称変更[21][22]。
- 2013年（平成25年）
  - 1月26日：上り線1番線（待避線）が完成、使用開始[13]。
  - 9月1日：旧「淀駅跡」淀駐輪場開設・新駅高架下にも月極め専用の納所駐輪場開設[23]。
- 2014年（平成26年）4月1日：高架工事に伴い高架下に時間貸し駐車場が開設[24]。
- 2020年（令和2年）6月28日：京都競馬場の大規模改造工事に伴い快速急行・急行の臨時停車と臨時改札口の開設の中止。
- 2023年（令和5年）4月22日：京都競馬場開催の再開により、競馬開催日における急行（片道3本のみ）と快速急行の臨時停車を再開。臨時停車時間は競馬場開門直前より閉門直後まで。

## 駅構造

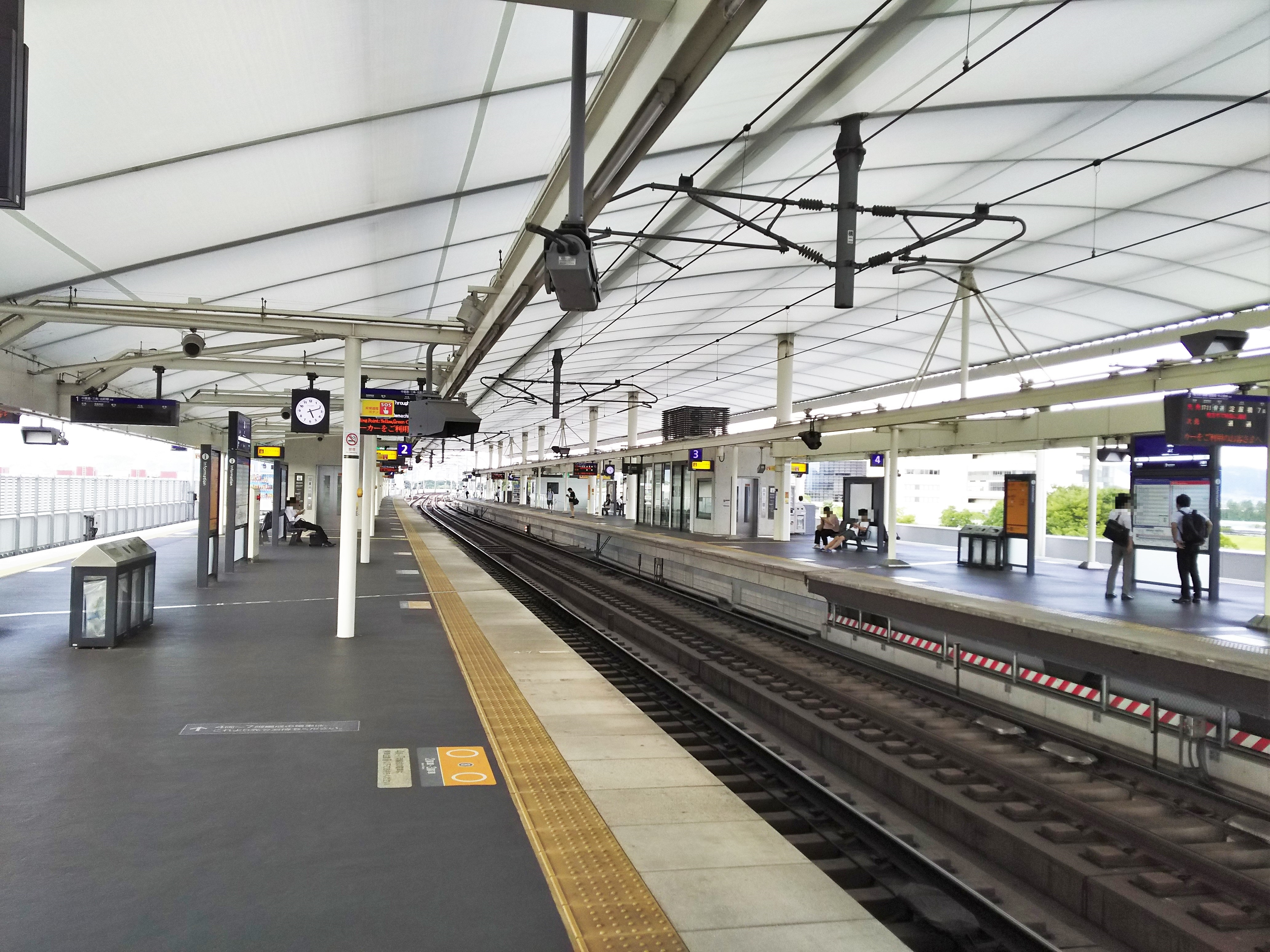
ホーム（2016年8月）

島式の複合型2面4線のホームを持つ高架駅。中央が本線、両サイドが待避線として使用される。
現在の駅舎は、2009年9月12日の下り線の高架線化と同時に開設され、淀屋橋寄りにある通常の改札口に加え、出町柳寄り（京都競馬場入り口付近）に競馬開催時のみ営業する臨時改札口がある。

### のりば
| 番線 | 方向      | 路線 | 行先                 |
| ---- | --------- | ---- | -------------------- |
| 1・2 | ■京阪本線 | 上り | 三条・出町柳方面     |
| 3・4 | ■京阪本線 | 下り | 淀屋橋・中之島線方面 |

付記事項
- ホームは8両編成の停車が可能。
- 京阪電車では2線しかない途中駅に関しては原則発車アナウンスを行っていないが、当駅は地上駅時代は2面3線（高架後2面4線に拡張された）で高架工事に伴い駅構造が暫定的に2面2線の時も、大阪方面ホームが京都方に仮移転してから高架線に移転するまでの間も、引き続き発車アナウンスが使われていた。また、番線表示も残っていた。そのため2007年6月17日より発車メロディが導入された。
- 当駅下り線高架化ならびに待避線（4番線）増設と同時に、隣の八幡市駅（現在の石清水八幡宮駅）の下り待避線（4番線）が廃止された。
- 出町柳駅 - 淀屋橋駅・中之島駅間の通勤準急・準急・普通は当駅で乗務員交替が行われることがある。
- 京阪線系統の各駅では、天満橋駅のリニューアルを皮切りに、中之島線開業までに、段階的に吊り下げ式駅名標のフォーマット更新が行われたが当駅の新フォーマットの駅名標は、2009年9月12日始発より下りホームに、2011年5月28日始発より上りホームに設置された。

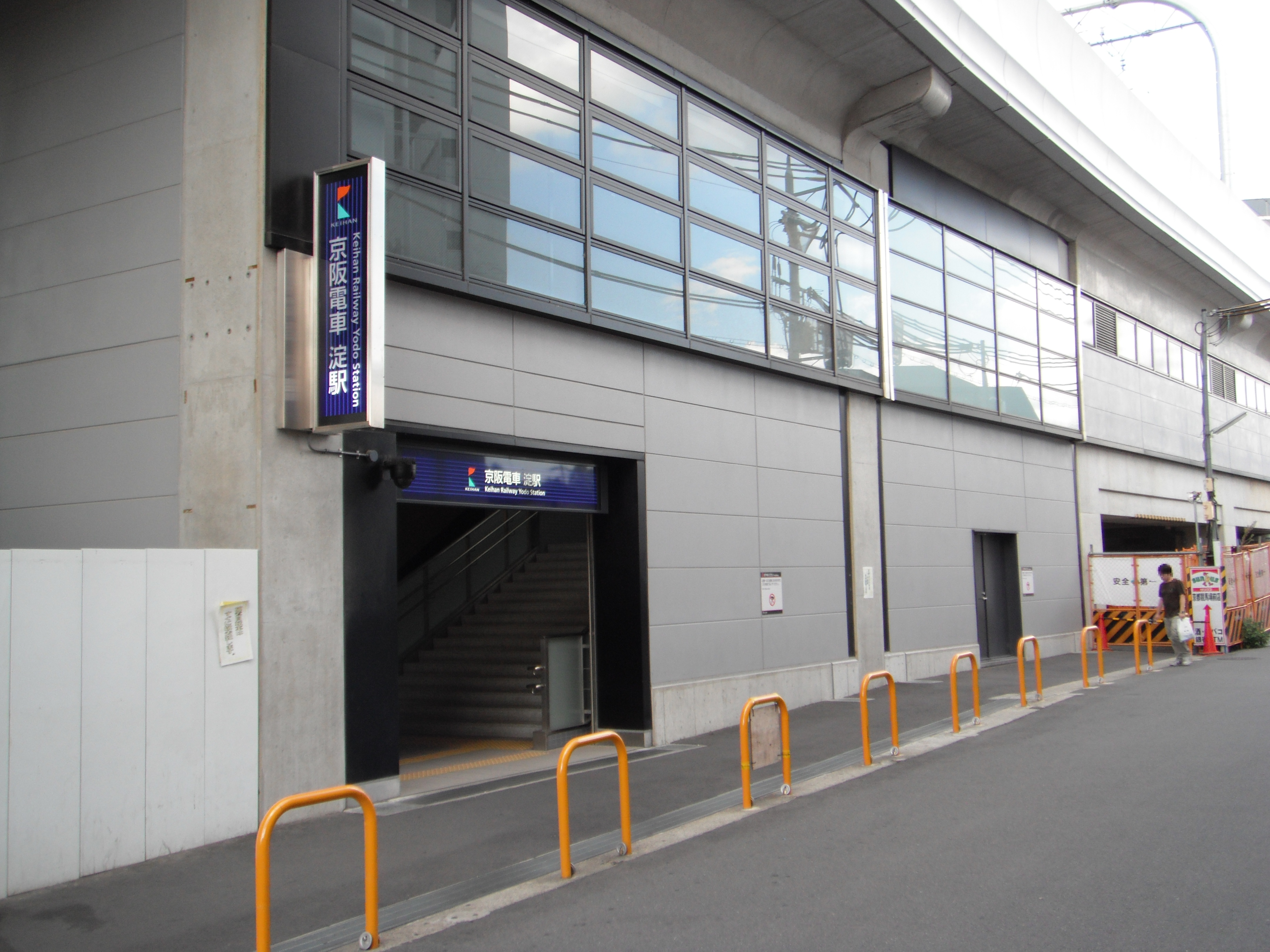
4番出入口（2011年9月）
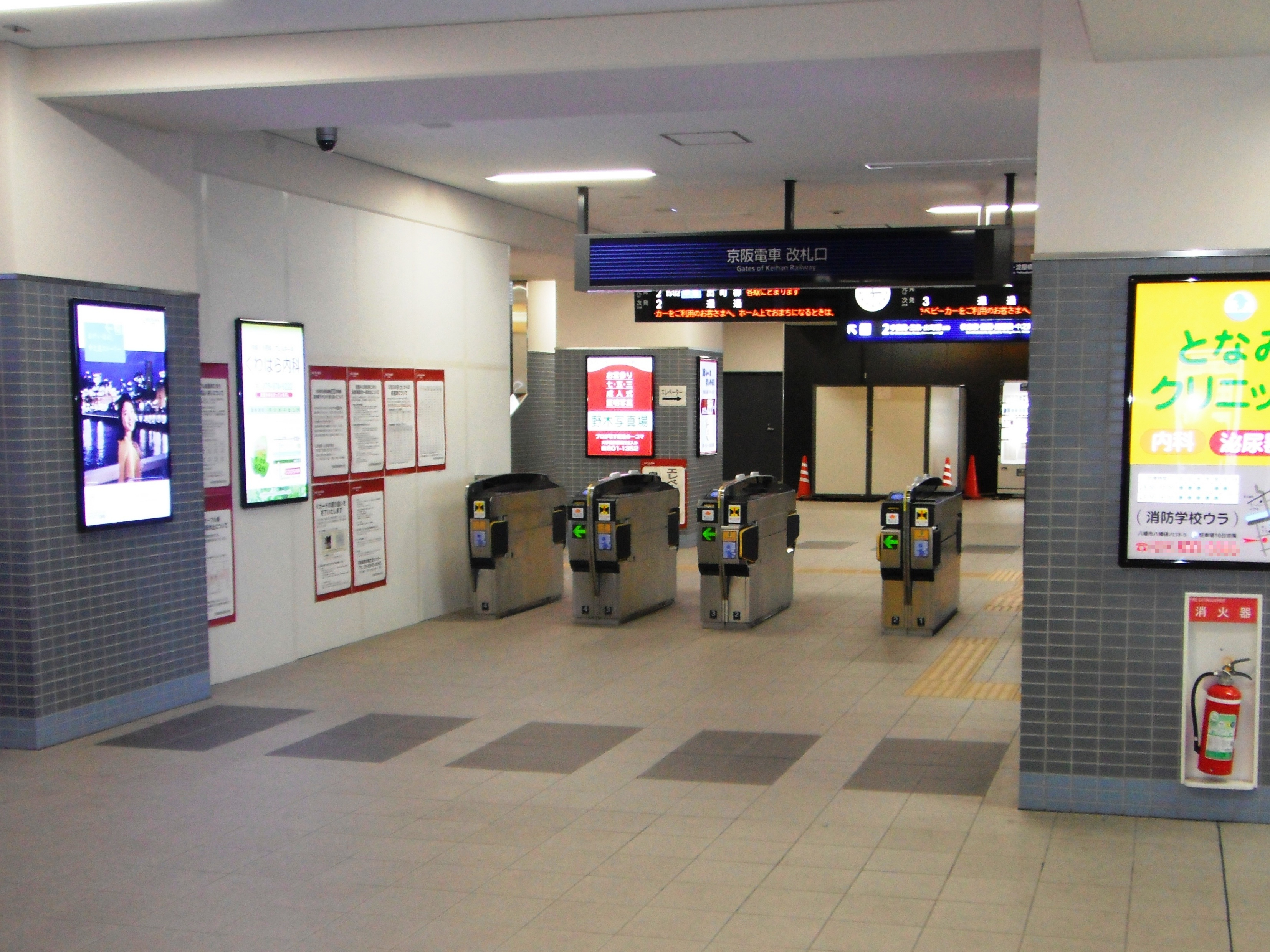
中央改札口（2011年9月）
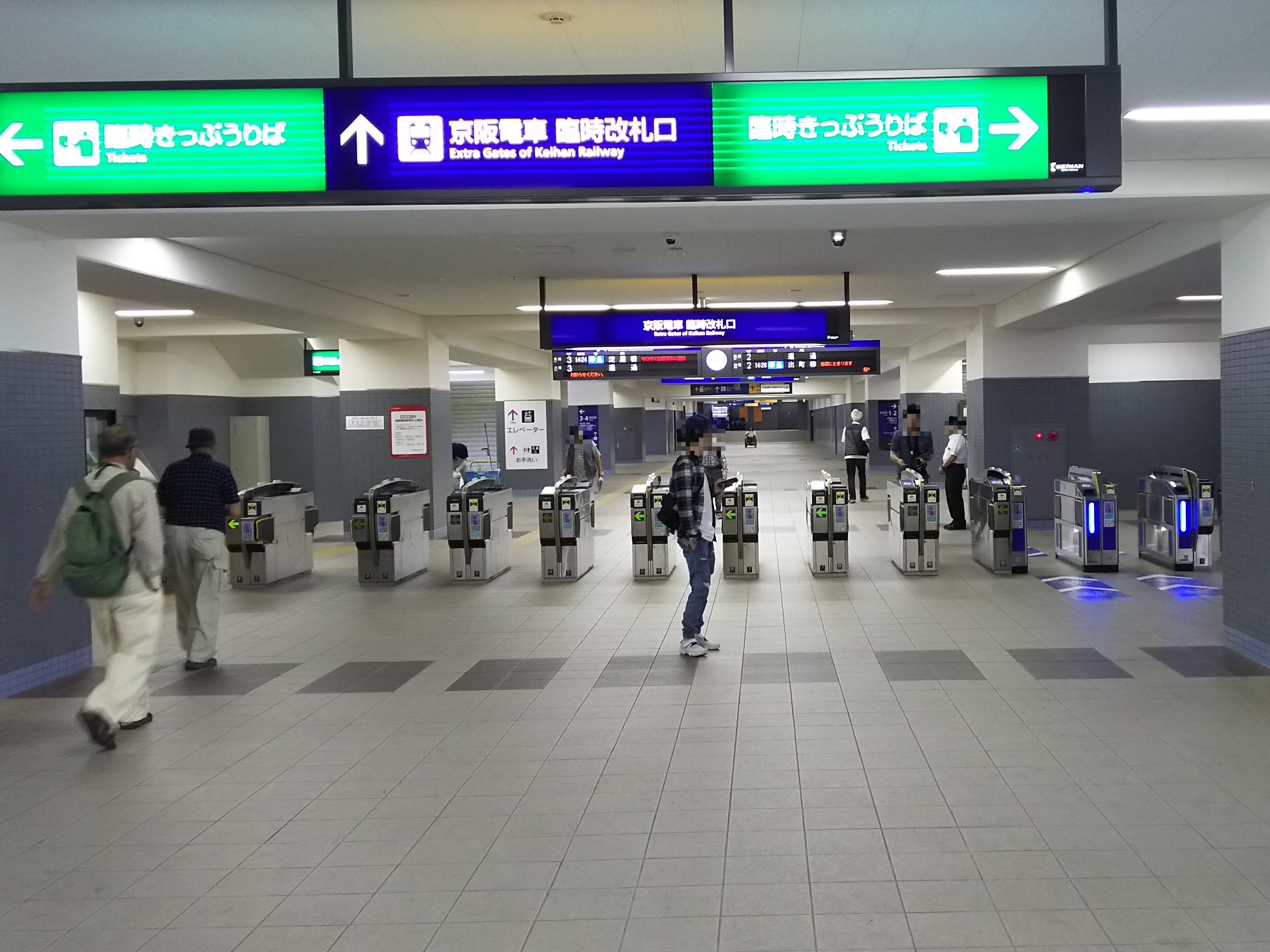
臨時改札口（2016年6月。競馬非開催時は閉鎖される）

## 利用状況
近年の1日あたり利用客数の推移は下記の通り。
| 年度   | 乗降人員 | 乗車人員 |
| ------ | -------- | -------- |
| 2007年 | 12,685   | 6,377    |
| 2008年 | 12,806   | 6,430    |
| 2009年 | 12,197   | 6,101    |
| 2010年 | 12,249   | 6,195    |
| 2011年 | 12,260   | 6,063    |
| 2012年 | 12,173   | 6,096    |
| 2013年 | 11,679   | 6,041    |
| 2014年 | 12,388   | 6,408    |
| 2015年 | 13,072   | 6,609    |
| 2016年 | 10,748   | 5,386    |
| 2017年 | 11,104   | 5,553    |
| 2018年 | 10,559   | 5,315    |
| 2019年 | 10,473   | 5,257    |
| 2020年 | 8,036    | 4,041    |
| 2021年 | 8,337    | 4,189    |
| 2022年 | 9,597    | 4,811    |

## ダイヤ
急行は基本的に当駅を通過するが、当駅発着列車のみ停車する。朝ラッシュ時・夕方・夜には当駅発着の急行・準急（淀屋橋方面のみ）・普通が設定されている。朝・夕方には通勤準急・準急・普通の優等列車の待避が行われる。

### 競馬開催日における臨時停車・臨時列車
京都競馬場の最寄駅となっており、場内・場外の競馬開催日には利用客が多いことから、古くから急行が当駅に臨時停車していたが、2008年10月のダイヤ改正により、急行に代わって新設の快速急行が当駅に臨時停車するようになった。しかし2011年5月のダイヤ改定では快速急行が競馬開催の時間帯に運転されなくなったため、淀屋橋駅方面からは樟葉駅発着の急行の一部を当駅発着の臨時列車として延長運転する形で対応しているが、出町柳駅方面からは臨時停車や臨時列車の運転は行われず、通常通り準急・普通のみの停車となった。その後2014年秋より開始した毎年春と秋の土曜日と休日に実施の特別ダイヤでは、午前中に淀屋橋発の快速急行が設定されているが、特別ダイヤ実施日が中央競馬開催日と重複する場合に限り、その快速急行を当駅に臨時停車している。これにより、特別ダイヤ実施日に中央競馬が開催される場合のみではあるが、3年ぶりに当駅への快速急行の臨時停車が復活した。ただし2016年3月19日ダイヤ改定より通年使用可能なダイヤにしたため、特別ダイヤは廃止されたものの、快速急行の臨時停車は継続して実施されている。2017年2月25日のダイヤ変更では土休日午前中の上り快速急行が急行となったため、当該時間帯は急行が臨時停車を行う。
競馬終了時間帯には当駅発の定期列車が設定されているものの、日によっては臨時列車が設定される。
過去には、ディープインパクトが菊花賞に出走した2005年10月23日に、駅ホームの安全性を考慮して淀屋橋行き特急4本を急遽臨時停車させたことがあった。
なお、2008年10月26日には菊花賞開催により多客が見込まれたため、淀駅始発の臨時特急が1本初めて運転された（枚方市駅からは同駅始発の特急淀屋橋行き）。その後も同年11月18日や翌年5月2日、5月3日など数度の運転実績がある。この時の発車メロディは、かつて京阪特急の発車時に採用されていた『フィガロの結婚』である。

## 駅周辺
京都競馬場に隣接する駅であり、駅付近の道路は京都府道に指定されたものが多い。城跡は駅南西側にあり、桂川は駅から少し離れた西側を流れる。西へ抜けると京都府立洛西浄化センター公園を経て、阪急京都本線の西山天王山駅に至るが、阪急の駅は当駅からやや遠い所にある。
- 淀城跡
- 妙教寺（淀古城跡）
- 與杼神社
- 戊辰役東軍戦死者埋骨地（光明寺跡） - 鳥羽・伏見の戦いの東軍（幕府軍）戦死者を埋骨する地。
- 伏見区役所淀出張所
- 京都市消防局伏見消防署淀消防出張所
- 伏見警察署淀交番
- 京都府立洛西浄化センター公園
- 京都淀池上郵便局
- 京都市立大淀中学校
- 京都市立明親小学校
- 京都銀行淀支店
- 京都府道123号水垂上桂線
- 京都府道124号三栖向納所線
- 京都府道125号淀停車場線
- 京都府道126号新町淀停車場線
- 京都府道204号奥海印寺納所線
- 京都府道801号京都八幡木津自転車道線

## バス路線
京都京阪バス・阪急バス・京都市バスが駅前ロータリー内に発着。停留所名は「京阪淀駅」。2014年2月8日より各社とも現行のロータリーに発着することとなり、停留所名も統一された。なお、2024年3月末までは京阪バスも発着していたが、撤退した。

### 京都京阪バス・阪急バス
阪急バス（大山崎営業所）については京都京阪バス（八幡営業所）と共管の1路線のみ（当該路線の備考参照）。
| のりば | 路線名         | 系統・行先                                    | 備考                                                                           |
| ------ | -------------- | --------------------------------------------- | ------------------------------------------------------------------------------ |
| 1      | 宇治大久保淀線 | 21号経路：京阪宇治駅                          |                                                                                |
| 1      | 宇治大久保淀線 | 21A号経路：近鉄大久保                         |                                                                                |
| 1      | 宇治大久保淀線 | 21B号経路：下津屋口                           | 最終2本                                                                        |
| 2      | 淀竹田線       | 24A号経路：竹田駅西口                         | 1日2本のみ運行                                                                 |
| 2      | 淀京都線       | 26号経路：京都駅八条口                        | 1日2本のみ運行                                                                 |
| 2      | 淀長岡京線     | 90号経路：JR長岡京駅（西口）/阪急西山天王山駅 | 阪急バスとの共同運行（同社は長岡京淀線90系統）。一部便は阪急西山天王山駅止まり |

### 京都市バス
横大路営業所の担当。
- 20号系統：中書島・横大路車庫前（免許試験場経由/南横大路経由）

## 隣の駅
京阪電気鉄道
京阪本線
■快速特急「洛楽」・□ライナー・■特急・■通勤快急・■快速急行・■急行（下記以外）
通過
■急行（始終着列車のみ）・■通勤準急（平日朝下りのみ運転）・■準急・■普通
石清水八幡宮駅 (KH26) - 淀駅（京都競馬場）(KH27) - 中書島駅 (KH28)
- 括弧内は副駅名及び駅番号を示す。
- 競馬開催時は快速急行・急行が臨時停車し、特急・急行は当駅始発の臨時列車も設定される場合がある。